# Комиссия по регулированию банковской деятельности Китая
Комиссия по регулированию банковской деятельности Китая (КРБД) (англ. China Banking and Insurance Regulatory Commission (CBIRC)) — центральный орган надзора за финансовыми услугами Китайской Народной республики.
По плану реорганизации, объявленному в марте 2023 года, «CBIRC» будет ликвидирована.
С 2018 года — China Banking and Insurance Regulatory Commission (CBIRC).
Комиссия была создана в апреле 2003, в соответствии с Решением «О выполнении функций регулирования и надзора Комиссией по регулированию банковской деятельности Китая вместо Народного банка Китая», принятым Постоянной комиссией Национального народного конгресса. Её задача — усиление контроля над финансовой сферой в целях обеспечения безопасности, устойчивого и эффективного развития финансовых учреждений.
В соответствии с Законом Китайской Народной Республики (КНР) «О банковском регулировании и надзоре», принятом в декабре 2003. Комиссия ответственна за регулирование и надзор финансовых институтов, принимающих вклады, выдающих кредиты, проводящих расчёты по счетам и осуществляющих другую деятельность в соответствии с Законом КНР «О коммерческой банковской деятельности» и Законом КНР «О Компании».
При выполнении функций в области надзора за банками и инвестиционными компаниями КРБД тесно сотрудничает с Народным банком Китая.